# Élisabeth Leseur

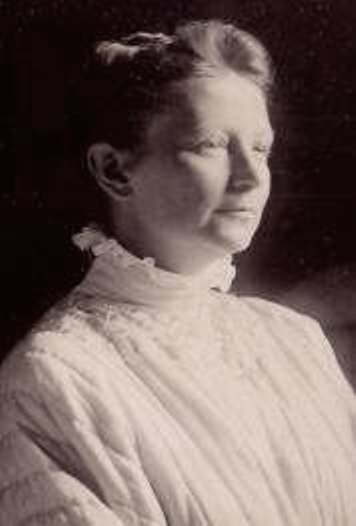
Élisabeth Leseur

Élisabeth Leseur (* 16. Oktober 1866 in Paris; † 3. Mai 1914 ebenda) war eine französische römisch-katholische Mystikerin des Leidens. Ihr Seligsprechungsprozess ist eingeleitet.

## Leben

### Herkunft und Heirat
Elisabeth Arrighis Vater war korsischer Herkunft und Anwalt in Paris. Sie war die älteste von fünf Geschwistern und eignete sich umfängliche Kenntnisse in Literatur, Kunst und Musik an. 1889 heiratete sie im Alter von 22 Jahren den fünf Jahre älteren eleganten und geistig brillanten Félix Leseur, ebenfalls Anwaltskind, der von einem Medizinstudium in den Journalismus wechselte und zum Spezialisten für weltpolitische Fragen und Kolonialismus wurde. Das ausreichend begüterte Ehepaar verkehrte in Paris in intellektuellen Kreisen (Félix war Freund von Louis Barthou) und machte ausgedehnte Reisen, u. a. zu den Wagnerfestspielen nach Bayreuth. Elisabeth lernte aus eigenem Antrieb Lateinisch und Russisch und las philosophische Schriften.

### Die Ehe von Glaube und Unglaube
Der Riss, der durch das Paar ging, betraf den katholischen Glauben. Er war bekennender Atheist, sie gläubige Katholikin. Um ihr – anderweitig offenbar nie getrübtes – Eheglück zu retten, verzichteten sie auf jede tiefere Diskussion über diesen Gegenstand. Dabei lag die größere Zurückhaltung auf Seiten Elisabeths, während er sich im Gefühl der intellektuellen Überlegenheit manche Bemerkung erlaubte, deren schmerzhafte Wirkung er übersah. Entgegen der Vorstellung ihres Mannes, der mit einem Nachlassen ihres Glaubens unter dem Druck der Argumente rechnete, hielt Elisabeth nicht nur an ihrem Glauben fest, sondern studierte und vertiefte ihn durch Lektüre und Begegnungen auf Reisen, darunter eine Audienz bei Papst Leo XIII. Zudem hatte sie das erhebende Beispiel ihrer früh verstorbenen Schwester Juliette vor Augen, deren in den Willen Gottes ergebenes Sterben sie in Notizen festhielt, die später unter dem Titel „Une âme“ (Eine Seele) herausgegeben wurden.

### Die Mystikerin des Leidens
Während einerseits die grundlegende Harmonie der Ehe nie in Frage gestellt war, wuchs im Laufe der Zeit andererseits für Elisabeth ein dreifaches Leid. Einmal hatte sie aufgrund einer frühen Erkrankung nicht den Trost der Mutterschaft. Zum Zweiten war sie oft und zunehmend körperlich krank, erschwert seit 1906, bis zu ihrem Tod 1914 mit 47 Jahren. Und zum Dritten litt sie, ohne es zu sagen, bei wachsendem eigenen Glauben an dem konstanten Unglauben ihres Mannes. In dieser Situation fasste sie den heldenhaften Entschluss, ihr Leiden bis zum Tod nicht nur stumm und ohne zu murren anzunehmen (als „devoir d’état“, das heißt als angemessene Aufgabe), sondern als Kraftquelle und als Sakrament aufzufassen, weil sie durch die Lektüre des heiligen Zisterziensers Bernhard von Clairvaux wusste, dass nichts Großes ohne Leiden zu bekommen ist. Das Große, das sie erstrebte, aber war die Bekehrung ihres Mannes, der freilich davon nichts ahnte. Von 1910 bis März 1914 schrieb sie in diesem Sinne 78 Briefe an die in Beaune kennengelernte Nonne Marie Goby, später von ihm herausgegeben unter dem Titel „Lettres sur la souffrance“ (Briefe über das Leiden). Kurz vor Ausbruch des Weltkriegs starb sie im Geruch der Heiligkeit.

### Die Bekehrung des Witwers
Nach ihrem Tod kam das Leiden über den Witwer, nicht nur am Verlust der von ihm tiefgeliebten Frau, sondern noch mehr an der Erkenntnis seiner eigenen Ursächlichkeit für dieses Leiden. Die wurde ihm bewusst bei der Lektüre des von ihr hinterlassenen Tagebuchs der Jahre 1899 bis 1913, das ihm unbekannt war, das offensichtlich für ihn geschrieben war und dessen postume Lektüre Félix Leseur tatsächlich auf den Weg der Bekehrung zum Glauben brachte. An Pfingsten 1915 trat er in den Dritten Orden der Dominikaner ein (Profess 1916). 1917 publizierte er das Tagebuch (Journal et pensées de chaque jour), das mit 30.000 verkauften Exemplaren zum buchhändlerischen Erfolg wurde. Noch im gleichen Jahr wurde er von Papst Benedikt XV. in Audienz empfangen. 1918 publizierte er die Lettres sur la souffrance und 1919 La Vie spirituelle, petits traités de vie intérieure, jeweils mit langen Einführungen aus seiner Feder. Dann trat er in das Dominikanerkloster Le Saulchoir in Belgien ein und nahm den Ordensnamen Marie-Albert an. 1922 publizierte er noch Elisabeths Lettres à des incroyants (Briefe an Ungläubige), legte 1923 die ewigen Gelübde ab und wurde im Juli des gleichen Jahres in der Kirche Saint-Maurice in Lille zum Priester geweiht. Fünfzehn Jahre lang hielt er Vorträge über seine Frau (rund 100 pro Jahr). 1930 veröffentlichte er die Biographie (Vie d‘Élisabeth Leseur) und machte sich an das Dossier zur Einleitung der Seligsprechung. 1938 musste er der Exhumierung der Leiche beiwohnen. Der Zweite Weltkrieg machte den Abschluss des Dossiers unmöglich. Félix Leseur versank langsam in Altersbeschwerden. Er starb 1950 in Chaudron-en-Mauges.